# Aleksandra Olędzka-Frybesowa
Aleksandra Olędzka-Frybesowa (ur. 25 listopada 1923 w Kawęczynie, zm. 23 października 2012 w Warszawie) – polska poetka, eseistka oraz tłumaczka literatury francuskiej.
Córka Romana Olędzkiego i Krystyny z domu Ryx. Żona Stanisława Frybesa, organizatora i dyrektora Polonicum na UW i Ośrodka Kultury Polskiej na Sorbonie, historyka literatury i prasy lwowskiej XIX wieku.
Do matury przygotowywała się na tajnych kompletach prowadzonych przez siostry urszulanki w Ołtarzewie. Maturę zdawała w 1940 w szkole im. Cecylii Plater-Zyberkówny..
W czasie okupacji działała w ruchu oporu i była łączniczką komendanta Okręgu Warszawa Miasto, płk. Antoniego Chruściela "Montera", o pseudonimie "Magda".
Ukończyła filologię polską na Uniwersytecie Warszawskim. Debiutowała jako poetka w 1947 roku na łamach dwutygodnika "Warszawa". Była redaktorką Polskiego Radia oraz długoletnią redaktorką Państwowego Instytutu Wydawniczego. W latach 1965–1970 przebywała we Francji. Była też redaktorką miesięcznika "Literatura na Świecie". W 1992 otrzymała Nagrodę Fundacji im. Kościelskich.
Jej synem jest Marcin Frybes.

## Twórczość
- Okno na wiatr 1963
- Powrót w korzenie 1970
- Z Paryża w przeszłość
- Trochę więcej być 1977
- W głąb labiryntu
- Akty strzeliste Jonasza 1982
- Odrastanie słów 1990
- Program na starość 1991
- Kto mówi 1997
- Drogami średniowiecznej Europy 1997 (eseje)
- Powiem tak 1998
- Patrząc na ikony 2001 (eseje)
- Wciąż inaczej 2003
- Inna Europa 2005
- Składam ręce 2010